# Toby Price
Toby Price, né le 18 août 1987 à Hillston, est un pilote de rallye-raid australien. En janvier 2016, il devient le premier pilote de moto non-européen à remporter le Rallye Dakar.

## Biographie
Lors du Dakar 2017, il abandonne sur chute, victime d'une fracture du fémur lors de la 4e étape.
Il remporte le Rallye Dakar pour la seconde fois en 2019.
Il termine deuxième du Rallye Dakar 2023 à 43 secondes de l'argentin Kevin Benavides.
Après le Dakar 2024, l’équipe Red Bull KTM choisit de ne pas renouveler le contrat de Toby malgré le fait que la plupart de ses victoires, championnats et titres majeurs soient arrivés avec elle.

## Palmarès

### Résultats au Rallye Dakar
| Année | Catégorie | Marque           | Position       | Victoires d'étapes |
| ----- | --------- | ---------------- | -------------- | ------------------ |
| 2015  | Moto      | KTM              | 3e             | 1                  |
| 2016  | Moto      | KTM              | 1er            | 5                  |
| 2017  | Moto      | KTM              | Abd. (Étape 4) | 1                  |
| 2018  | Moto      | KTM              | 3e             | 2                  |
| 2019  | Moto      | KTM              | 1er            | 1                  |
| 2020  | Moto      | KTM              | 3e             | 2                  |
| 2021  | Moto      | KTM              | Abd. (Étape 9) | 2                  |
| 2022  | Moto      | KTM              | 10e            | 1                  |
| 2023  | Moto      | KTM              | 2e             | Prologue           |
| 2024  | Moto      | KTM              | 5e             | -                  |
| 2025  | Auto      | Overdrive Racing | Abd. (Étape 7) | -                  |

## Distinction
- : Ordre d'Australie[4] (2021)

### Documentaires
- Paying the Price 2016
- Price to Dakar - Le parcours de Toby Price : du deux roues aux quatre roues 2024